# تتراهیدروزولین
تتراهیدروزولین (به انگلیسی: Tetrahydrozoline) با فرمول شیمیایی C۱۳H۱۶N۲ یک ترکیب شیمیایی با شناسه پاب‌کم ۵۴۱۹ است. که جرم مولی آن ۲۰۰٫۲۸ g/mol می‌باشد.
یک داروی مقلد سمپاتیک است